# Харалампий Магнезийски
Харалампий Магнезийски (на гръцки: Χαράλαμπος) е древноримски духовник и свещеномъченик на Християнската църква.
Смята се, че е роден около 89 година в малоазиатския град Магнезия, където по-късно служи като епископ. Той става жертва на гоненията на християните по времето на император Септимий Север и е подложен на тежки мъчения, след което е осъден на смърт от самия император.
Харалампий Магнезийски умира непосредствено преди да бъде екзекутиран през 202 година в Антиохия Писидийска.
Харалампий е канонизиран от Църквата като светец, чиято памет се отбелязва на 10 февруари. Починал на 115 години, той е смятан за най-възрастния мъченик. Приписват му се различни чудеса, заради което е наричан Харалампий Чудотворец. Светецът е особено почитан в Гърция, като се смята, че черепът му се пази в манастира „Свети Стефан“ в Метеора.
Паметта на Свети Харалампий особено се почита от българите, както заради молитвеното му застъпничество пред Бог за болни, страдащи духовно и телесно, така и като закрилник на пчеларите и проводник на Божията благодат над пчелния мед. В българската фолклорна традиция Харалампий е смятан за господар на болестите и най-вече на чумата, като църковният му празник се отбелязва и като Чуминден.